# Scienza delle superfici

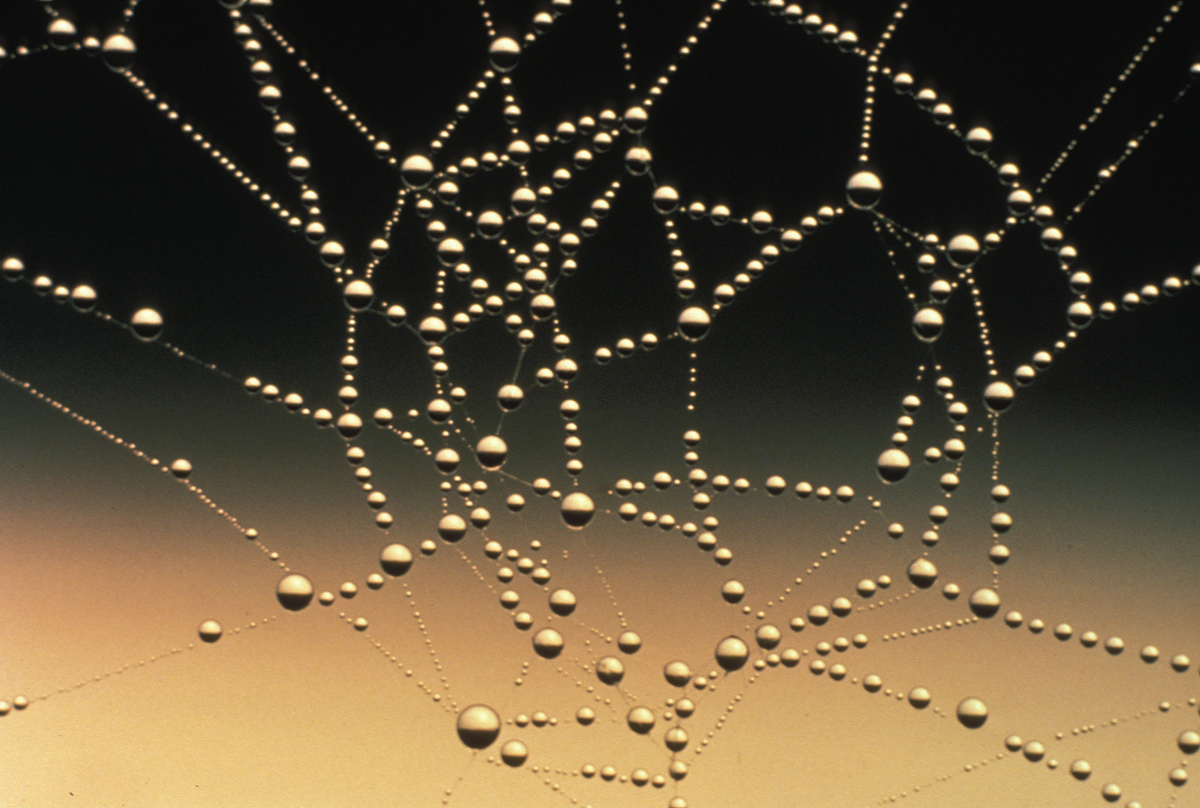
Esempio di adesione, gocce d'acqua su ragnatela

La scienza delle superfici studia i fenomeni fisici e chimici che avvengono all'interfaccia tra due fasi differenti come l'interfaccia solido-liquido, solido-gas, solido-vuoto e liquido-gas. Include i campi della fisica delle superfici e della chimica delle superfici.

## Fisica delle superfici
La fisica delle superfici può essere definita come lo studio delle perturbazioni che avvengono all'interfaccia. Si sovrappone con la chimica delle superfici. I principali fenomeni studiati sono: la ricostruzione superficiale, i fononi e i plasmoni di superficie, la epitassia, la dispersione Raman amplificata dalla superficie, la reazione a tecniche a spruzzo, emissione e tunneling di elettroni, microscopie e spettroscopie di superficie, spintronica e nanostrutture autoassemblanti superficiali (punti e cavi quantici, ecc.).

## Chimica delle superfici

Adsorbimento

La chimica delle superfici (o chimica delle interfasi) può essere definita come lo studio delle reazioni chimiche all'interfaccia. È intimamente legata alla funzionalizzazione superficiale, che mira a modificare la composizione chimica di una superficie incorporando elementi particolari o gruppi funzionali che possono produrre vari effetti desiderati o migliorare alcune proprietà della superficie (o dell'interfaccia).
Uno dei fondatori di tale disciplina fu Irving Langmuir e la rivista scientifica Langmuir, sulla scienza delle superfici, porta il suo nome.
L'equazione dell'adsorbimento di Langmuir è usata per descrivere l'adsorbimento di un monostrato di particelle (ioni, molecole); la teoria del monostrato di Langmuir si basa sull'ipotesi che tutti i siti di assorbimento abbiano la stessa affinità (nei riguardi delle specie adsorbite), indipendentemente dal fatto che i siti vicini siano già stati occupati o meno.
La chimica delle superfici inoltre si sovrappone con l'elettrochimica ed è di particolare importanza nel campo della catalisi eterogenea.
L'adesione di una molecola di gas o di un liquido è detta assorbimento, che è dovuta sia al chemisorbimento che al fisisorbimento.
Il comportamento di una interfaccia di una soluzione è condizionato dalle cariche, dipoli ed energie superficiali e la loro distribuzione nel campo elettrico.

## Tecniche di analisi

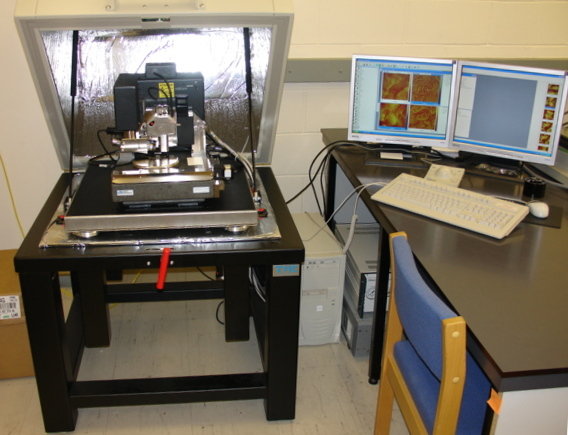
Microscopio a forza atomica

Lo studio e l'analisi delle superfici coinvolge tecniche d'indagine fisiche e chimiche; tra le più avanzate, menzioniamo le tecniche di microscopia a scansione di sonda (SPM): microscopio a scansione per effetto tunnel (STM), microscopio a forza atomica (AFM), ecc.

## Ingegneria delle superfici
Alcune applicazioni sono classificate come ingegneria della superficie.